# Lecythifera championi
Lecythifera championi är en insektsart som beskrevs av Fowler. Lecythifera championi ingår i släktet Lecythifera och familjen hornstritar. Inga underarter finns listade i Catalogue of Life.